# Flamur Kastrati
Flamur Kastrati, né le 14 novembre 1991 à Oslo en Norvège, est un footballeur international kosovar, qui évolue au poste d'attaquant.

## Biographie

### Carrière en club
Avec le club de Strømsgodset IF, Flamur Kastrati dispute deux matchs en Ligue des champions, et 6 matchs en Ligue Europa.

### Carrière internationale
Flamur Kastrati compte 3 sélections avec l'équipe du Kosovo depuis 2014,.
Il est convoqué pour la première fois en équipe du Kosovo par le sélectionneur national Albert Bunjaki, pour un match amical contre Haïti le 5 mars 2014. Il entre à la 86e minute de la rencontre, à la place de Shpëtim Hasani. Le match se solde par un match nul et vierge (0-0).

## Palmarès
- Avec Skeid
  - Champion de Norvège de D3 en 2008

- Avec Strømsgodset IF
  - Champion de Norvège en 2013

## Statistiques
| Saison                | Club                  | Championnat           | Championnat | Championnat | Coupe(s) nationale(s) | Coupe(s) nationale(s) | Compétition(s) continentale(s) | Compétition(s) continentale(s) | Compétition(s) continentale(s) | Kosovo | Kosovo | Total | Total |
| Saison                | Club                  | Division              | M.          | B.          | M.                    | B.                    | Comp.                          | M.                             | B.                             | M.     | B.     | M.    | B.    |
| 2008                  | Skeid                 | 2. divisjon           | 20          | 6           | 1                     | 0                     | -                              | -                              | -                              | -      | -      | 21    | 6     |
| 2010-2011             | VfL Osnabrück         | 2. Bundesliga         | 18          | 4           | -                     | -                     | -                              | -                              | -                              | -      | -      | 18    | 4     |
| 2011-2012             | MSV Duisbourg         | 2. Bundesliga         | 18          | 0           | 2                     | 0                     | -                              | -                              | -                              | -      | -      | 20    | 0     |
| 2012-2013             | MSV Duisbourg         | 2. Bundesliga         | 3           | 0           | 1                     | 0                     | -                              | -                              | -                              | -      | -      | 4     | 0     |
| 2012-2013             | Erzgebirge Aue        | 2. Bundesliga         | 10          | 0           | -                     | -                     | -                              | -                              | -                              | -      | -      | 10    | 0     |
| 2013                  | Strømsgodset IF       | Tippeligaen           | 11          | 1           | -                     | -                     | -                              | -                              | -                              | -      | -      | 11    | 1     |
| 2014                  | Strømsgodset IF       | Tippeligaen           | 18          | 2           | 1                     | 0                     | C1                             | 2                              | 0                              | 2      | 0      | 23    | 2     |
| 2015                  | Strømsgodset IF       | Tippeligaen           | 21          | 2           | 2                     | 0                     | C3                             | 6                              | 0                              | -      | -      | 29    | 2     |
| 2016                  | Strømsgodset IF       | Tippeligaen           | 8           | 3           | 3                     | 0                     | C3                             | -                              | -                              | 1      | 0      | 12    | 3     |
| Total sur la carrière | Total sur la carrière | Total sur la carrière | 127         | 18          | 10                    | 0                     | -                              | 8                              | 0                              | 3      | 0      | 148   | 18    |